# Al-Liszt
Al-Liszt – miejscowość w Egipcie, w muhafazie Giza. W 2006 roku liczyła 6934 mieszkańców.